# Pseudobixadus marshalli
Pseudobixadus marshalli är en skalbaggsart som beskrevs av Stefan von Breuning 1936. Pseudobixadus marshalli ingår i släktet Pseudobixadus och familjen långhorningar. Inga underarter finns listade i Catalogue of Life.